# Campeonato Mundial de Clubes de Balonmano de 2024
El Campeonato Mundial de Clubes de Balonmano de 2024 (oficialmente IHF Super Globe 2024) fue la 17.ª edición del Campeonato Mundial de Clubes de Balonmano, que se celebró del 27 de septiembre al 3 de octubre de 2024.
El Telekom Veszprém se hizo con el título, después de vencer en la final al SC Magdeburg en la final, evitando que el club alemán lograse el título por cuarta vez consecutiva.

## Fase de grupos

### Grupo A
| Equipo           | J | G | E | P | GF | GC | DG  | PTS |
| ---------------- | - | - | - | - | -- | -- | --- | --- |
| Telekom Veszprém | 2 | 2 | 0 | 0 | 77 | 44 | +33 | 4   |
| Zamalek SC       | 2 | 1 | 0 | 1 | 57 | 59 | -2  | 2   |
| Taubaté Handebol | 2 | 0 | 0 | 2 | 42 | 73 | -31 | 0   |

- Resultados

| Fecha | Hora  | Partido          | Partido | Partido          | Resultado |
| ----- | ----- | ---------------- | ------- | ---------------- | --------- |
| 27.09 | 21:00 | Taubaté Handebol | -       | Zamalek SC       | 25-30     |
| 28.09 | 15:00 | Telekom Veszprém | -       | Taubaté Handebol | 43-17     |
| 29.09 | 17:30 | Zamalek SC       | -       | Telekom Veszprém | 27-34     |

### Grupo B
| Equipo            | J | G | E | P | GF | GC  | DG  | PTS |
| ----------------- | - | - | - | - | -- | --- | --- | --- |
| FC Barcelona      | 2 | 2 | 0 | 0 | 84 | 46  | +38 | 4   |
| Al Ahly           | 2 | 1 | 0 | 1 | 72 | 46  | +26 | 2   |
| Sydney University | 2 | 0 | 0 | 2 | 38 | 102 | -64 | 0   |

- Resultados

| Fecha | Hora  | Partido           | Partido | Partido           | Resultado |
| ----- | ----- | ----------------- | ------- | ----------------- | --------- |
| 27.09 | 18:30 | Sydney University | -       | Al Ahly           | 15-49     |
| 28.09 | 20:00 | FC Barcelona      | -       | Sydney University | 53-23     |
| 29.09 | 20:00 | Al Ahly           | -       | FC Barcelona      | 23-31     |

### Grupo C
| Equipo            | J | G | E | P | GF | GC  | DG  | PTS |
| ----------------- | - | - | - | - | -- | --- | --- | --- |
| SC Magdeburg      | 2 | 2 | 0 | 0 | 92 | 49  | +43 | 4   |
| Khaleej Club      | 2 | 1 | 0 | 1 | 76 | 60  | +16 | 2   |
| California Eagles | 2 | 0 | 0 | 2 | 46 | 105 | -59 | 0   |

- Resultados

| Fecha | Hora  | Partido           | Partido | Partido           | Resultado |
| ----- | ----- | ----------------- | ------- | ----------------- | --------- |
| 27.09 | 15:00 | California Eagles | -       | Khaleej Club      | 25-48     |
| 28.09 | 17:30 | SC Magdeburg      | -       | California Eagles | 57-21     |
| 29.09 | 15:00 | Khaleej Club      | -       | SC Magdeburg      | 28-35     |

## Fase final
|  | Semifinales      | Semifinales      |              |    | Final | Final |
|  |                  |                  |              |    |       |       |
|  | 1 de octubre     |                  |              |    |       |       |
|  |                  |                  |              |    |       |       |
|  | SC Magdeburg     | 28               |              |    |       |       |
|  | SC Magdeburg     | 28               | 3 de octubre |    |       |       |
|  | Al Ahly          | 24               |              |    |       |       |
|  | Al Ahly          | 24               | SC Magdeburg | 33 |       |       |
|  | 1 de octubre     |                  | SC Magdeburg | 33 |       |       |
|  |                  | Telekom Veszprém | 34 (ET)      |    |       |       |
|  | FC Barcelona     | Telekom Veszprém | 34 (ET)      | 34 |       |       |
|  | FC Barcelona     |                  |              | 34 |       |       |
|  | Telekom Veszprém | 39 (ET)          |              |    |       |       |
|  | Telekom Veszprém | 39 (ET)          | 3º Puesto    |    |       |       |
|  |                  |                  |              |    |       |       |
|  | 3 de octubre     |                  |              |    |       |       |
|  |                  |                  |              |    |       |       |
|  | Al Ahly          | 32               |              |    |       |       |
|  | Al Ahly          | 32               |              |    |       |       |
|  | FC Barcelona     | 29               |              |    |       |       |

| Campeonato Mundial de Clubes 2024 |
| --------------------------------- |
|                                   |
| Telekom Veszprém 1.er Título      |